# Jozef Žabka
Jozef Žabka (né le 28 janvier 1975 à Bratislava) est un coureur cycliste slovaque, ayant également représenté la Tchécoslovaquie. Durant sa carrière, il pratique le cyclisme sur piste et sur route.
Il a notamment participé aux Jeux olympiques d'été de 2004 à Athènes, où il finit à la 15e place avec son compatriote Martin Liška (de) de la course à l'américaine.

## Palmarès sur piste

### Jeux olympiques d'été
- Athènes 2004
  - 15e de la course à l'américaine (avec Martin Liška (de))

### Championnats du monde
| Édition / Épreuve | Scratch | Américaine |
| Manchester 2000   |         | 7e         |
| Anvers 2001       |         | 10e        |
| Ballerup 2002     |         | 7e         |
| Stuttgart 2003    |         | 5e         |
| Pruszkow 2009     | 14e     |            |

### Championnats du monde juniors
- 1993
  -  Médaillé d'argent de la poursuite par équipes juniors

### Coupe du monde
- 2000
  - 1er de l'américaine à Turin (avec Martin Liška (de))
- 2004
  - 3e de l'américaine à Manchester (avec Martin Liška)
- 2004-2005
  - 3e de l'américaine à Moscou (avec Martin Liška)

### Championnats d'Europe
- 2002
  -  Médaillé de bronze de la course à l'américaine
- 2004
  -  Médaillé d'argent de la course à l'américaine

### Six jours
- 2003
  - 2e des Six Jours de Turin
- 2004
  - 2e des Six Jours de Turin
- 2005
  - 3e des Six Jours de Turin

## Palmarès sur route
- 1993
  -  Médaillé de bronze du championnat du monde du contre-la-montre par équipes juniors